# チョ・ヒョンシク
チョ・ヒョンシク（趙 顕植、조현식、1983年3月13日 - ）は、大韓民国の俳優である。 百済芸術大学出身。劇団公園配達サービスカンダ所属。
2000年に一般女性と結婚。

## 出演作品

### ドラマ
- KBSドラマスペシャル『まあまあの間』（2013年、KBS2）
- KBSドラマスペシャル『私はすぐに死んで』（2014年、KBS2） - ビョンフン 役
- ミセン（2014年、tvN） -  キム・ソッコ 役[3]
- 甘い秘密（2014年、KBS2） - 章秘書 役
- 明日に向かって走れ（2015年、SBS） - キム・ホドン 役
- 六龍が飛ぶ（2015年、SBS）
- 高品位片思い（2015年、ウェブドラマ）
- また！オヘヨウン（2016年、tvN） - 上席音響記事 役
- ドクターズ〜恋する気持ち〜（2016年、SBS） - アン・ジュンデ 役[4]
- トッケビ〜君がくれた愛しい日々〜（2016年、tvN） - 死神の後輩 役[5]
- 内省的なボス（2017年、tvN） -トイレの男性2 役[6]
- キム課長とソ理事〜Bravo! Your Life〜（2017年、KBS2） -  ウォン・ギオク 役[7]
- 最強配達人 夢みるカップル（2017年、KBS2） - ギム・ギリョン 役[8]
- 20世紀の少年少女（2017年、MBC） - ボンゴ妖精 役
- ゴー・バック夫婦（2017年、KBS2） - 2017年保険代理店/ バンドの学科の先輩 役[9]
- 2度目のファースト・ラブ（2017年） - 運転手 役[10]
- 30だけど17です（2018年、SBS） - ハン・ドクス 役 [11]
- 100日の郎君様（2018年、tvN） - ヤン内官 役[12]
- ビューティインサイド（2018年、JTBC） - 宅配便の記事 役（特別出演）
- ボクスが帰ってきた（2018年、SBS） - マヨンジュン 役 [13]
- 緑豆の花（2019年、SBS） - オクスェ 役 [14]
- ホテルデルーナ 月明かりの恋人（2019年、tvN） - 404号室お客様 役（特別出演）[15]
- あいつがそいつだ（2020年、KBS） - カン・ウンジェ 役[16]
- ドクター弁護士（2022年、MBC） - カン・デウン 役[17]
- また!?オ・ヘヨン 僕が愛した未来 [18]
- 遊んでくれる彼女（2024年） - イPD 役[19]

### 映画
- 私の愛と私の花嫁（2014年） - 合コン指南 役
- 旅の疲れ（2015年）
- 棒ギムソンダル（2016年） - 塀掘り倉庫経費 役
- 必ずキャッチ（2017年） - 若いチェさん 役
- 当たり（2018年） - ジャンスンギュ 役
- テクシンデー（2018年） - 勇敢な市民 役（短編映画）
- 家の話（2019年） - 硬式 役
- あなたのガールフレンド（2019年） - 誘導主張 役
- 俗物たち（2019年） - 式 役

### ミュージカル
- 鏡王女平安物語（2004年） - ジン 役
- ハローファインデイ（2012年） - ニフン 役

### 演劇
- 行くパレード1。私たちカラオケ行って...話？（2008年） - お父さん 役
- どっと〜行く！第三〈私の心のアンナプルナ〉（2008年） - マルチマン 役
- 屋根部屋のネコ（2009年） - 束 役
- 家族オラクグァン（2010年） - 息子（ミョンジン） 役
- 作業の定石（2012年） - マルチ南 役
- 君と一緒なら（2012年） - 理髪店従業員の 役
- 殺し屋（2013年） - マルチ 役
- オルモストゥメイン（2013年）
- 誘導少年（2014年） - テグ 役